# إسحاق لي (صحفي)
إسحاق لي (بالإسبانية: Isaac Lee)‏ هو صحفي كولومبي، ولد في 5 يناير 1971 في بوغوتا في كولومبيا.
شغل إسحاق سابقًا منصب كبير مسؤولي المحتوى في تيلفيزا يونيفيجن [الإنجليزية] وتيلفيزا أكبر تكتل إعلامي باللغة الإسبانية في العالم